# Школьный Посёлок
Школьный Посёлок — деревня в Красноборском районе Архангельской области. Входит в состав Телеговского сельского поселения.

## География
Находится в юго-восточной части Архангельской области на расстоянии приблизительно 11 км на восток-юго-восток по прямой от административного центра района Красноборск на левом берегу реки Северная Двина.

## История
Показана на карте уже только конца 1980-х годов.

## Население
Численность населения: 33 человека (русские 100 %) в 2002 году, 23 в 2010.